# العلاقات الباكستانية التركية
العلاقات الباكستانية التركية هي العلاقات الثنائية التي تجمع بين باكستان وتركيا.

## مقارنة بين البلدين
هذه مقارنة عامة ومرجعية للدولتين:
| وجه المقارنة                                              | باكستان                     | تركيا         |
| --------------------------------------------------------- | --------------------------- | ------------- |
| المساحة (كم2)                                             | 881.91 ألف                  | 783.56 ألف    |
| عدد السكان (نسمة)                                         | 197.02 مليون                | 80.14 مليون   |
| الكثافة السكانية (ن./كم²)                                 | 223.4                       | 102.28        |
| العاصمة                                                   | إسلام آباد                  | أنقرة         |
| اللغة الرسمية                                             | لغة إنجليزية، اللغة الأردية | اللغة التركية |
| العملة                                                    | روبية باكستانية             | ليرة تركية    |
| الناتج المحلي الإجمالي (بليون دولار)                      | 304.95 مليار                | 851.10 مليار  |
| الناتج المحلي الإجمالي (تعادل القوة الشرائية) بليون دولار | 946.67 مليار                | 1.57 تريليون  |
| الناتج المحلي الإجمالي الاسمي للفرد دولار أمريكي          | 1.43 ألف                    | 9.12 ألف      |
| الناتج المحلي الإجمالي للفرد دولار أمريكي                 | 4.81 ألف                    | 19.79 ألف     |
| مؤشر التنمية البشرية                                      | 0.538                       | 0.761         |
| رمز المكالمات الدولي                                      | +92                         | +90           |
| رمز الإنترنت                                              | .pk                         | .tr           |
| المنطقة الزمنية                                           | ت ع م+05:00                 | ت ع م+03:00   |

## مدن متوأمة
في ما يلي قائمة باتفاقيات التوأمة بين مدن باكستانية وتركية:
- ترتبط سيالكوت مع قيصرية باتفاقية توأمة.
- ترتبط إسلام آباد مع أنقرة باتفاقية توأمة منذ 1989.
- ترتبط ملتان مع بورصة باتفاقية توأمة.
- ترتبط لاهور مع إسطنبول باتفاقية توأمة منذ 1988.
- ترتبط كراتشي مع إسطنبول باتفاقية توأمة منذ 1984.

## منظمات دولية مشتركة
يشترك البلدان في عضوية مجموعة من المنظمات الدولية، منها:
| علم المنظمة | اسم المنظمة                                                | تاريخ انضمام باكستان | تاريخ انضمام تركيا |
| ----------- | ---------------------------------------------------------- | -------------------- | ------------------ |
|             | بنك التنمية الآسيوي                                        | 1966                 | 1991               |
|             | وكالة ضمان الاستثمار متعدد الأطراف                         | 12 أبريل 1988        | 3 يونيو 1988       |
|             | الأمم المتحدة                                              | 30 سبتمبر 1947       | 24 أكتوبر 1945     |
|             | العملية المشتركة للاتحاد الأفريقي والأمم المتحدة في دارفور | ?                    | ?                  |
|             | الفريق المعني برصد الأرض                                   | ?                    | ?                  |
|             | منظمة التعاون الإسلامي                                     | ?                    | 25 سبتمبر 1969     |
|             | منظمة حظر الأسلحة الكيميائية                               | ?                    | ?                  |
|             | منظمة التجارة العالمية                                     | ?                    | 26 مارس 1995       |
|             | منظمة الشرطة الجنائية الدولية                              | ?                    | ?                  |
|             | يونسكو                                                     | 14 سبتمبر 1949       | 4 نوفمبر 1946      |
|             | الاتحاد البريدي العالمي                                    | ?                    | ?                  |
|             | البنك الدولي للإنشاء والتعمير                              | 11 يوليو 1950        | 11 مارس 1947       |
|             | المنظمة الهيدروغرافية الدولية                              | ?                    | ?                  |
|             | الاتحاد الدولي للاتصالات                                   | 26 أغسطس 1947        | 1866               |
|             | مؤسسة التمويل الدولية                                      | 20 يوليو 1956        | 19 ديسمبر 1956     |
|             | المركز الدولي لتسوية المنازعات الاستشارية                  | 15 أكتوبر 1966       | 2 أبريل 1989       |

## أعلام
هذه قائمة لبعض الشخصيات التي تربطها علاقات بالبلدين:
- أبو الأعلى المودودي (25 سبتمبر 1903[22][23] – 22 سبتمبر 1979[22][23])
- عاطف بشير (لاعب كرة قدم ألماني، 3 أبريل 1985[24] – )
- محمود ا. أسرار (20 نوفمبر 1976[25][26] – )
- نصر الدين مراد خان (1904 – 15 أكتوبر 1970)
- يحيى كمال بياتلي (سياسي تركي، 2 ديسمبر 1884 – 1 نوفمبر 1958)

## قراءة المزيد
- "Ataturk vs Jinnah". Umair Khan (historian). مؤرشف من الأصل في 2025-02-25.

## وصلات خارجية
- موقع وزارة الخارجية الباكستانية
- موقع وزارة الخارجية التركية